# Observatoire de Monte Mario
L'Observatoire de Monte Mario (Sede di Monte Mario, littéralement « site de Monte Mario ») est un observatoire astronomique faisant partie de l'Observatoire de Rome (Osservatorio Astronomico di Roma). Il est situé au sommet de Monte Mario à Rome, en Italie. Cet emplacement (41° 55′ 20,82324″ N, 12° 27′ 08,67506″ E) a été utilisé comme premier méridien, plutôt que celui de Greenwich, pour les cartes de l’Italie jusqu’aux années 1960. 